# Аверин, Борис Валентинович
Бори́с Валенти́нович Аве́рин (11 марта 1942, Сандово — 4 января 2019, Санкт-Петербург) — советский и российский литературовед, доктор филологических наук, профессор кафедры истории русской литературы филологического факультета СПбГУ, набоковед, исследователь истории Петергофа.

## Биография
Родился в 1942 году, когда мать находилась в эвакуации в Сандове (Калининская область).
В 1959 году окончил среднюю школу № 415 Петродворцового района (ныне «Петергофская гимназия»).
В 1962 году окончил геофизический факультет Ленинградского арктического училища. Получил воинское звание младшего лейтенанта.
Десять лет работал старшим инженером Ленинградского арктического и антарктического научно-исследовательского института, из них три года провёл на зимовках (обсерватория «Дружная» Земли Франца-Иосифа).
В 1963 году поступил на заочное отделение филологического факультета Ленинградского государственного университета.
В 1970 году поступил в аспирантуру на кафедру истории русской литературы филологического факультета ЛГУ.
В 1974 году под руководством Г. А. Бялого защитил кандидатскую диссертацию «„История моего современника“ В. Г. Короленко: социально-философское содержание и художественный метод».
С 1974 года — преподаватель Ленинградского государственного университета.
В 1981 году не смог защитить докторскую диссертацию на тему автобиографической прозы, поскольку (по его словам) наотрез отказался цитировать работы В. И. Ленина, который не имел никакого отношения к данной проблематике. Рассказывал, что неоднократно вызывался на допросы в КГБ, с целью склонения к сотрудничеству и стукачеству на своих студентов (см. Идеологический контроль в советской науке).
В 1999 году защитил докторскую диссертацию «Романы В. В. Набокова в контексте русской автобиографической прозы и поэзии».
В 2017 году был удостоен звания почётного жителя Петергофа.
Супруга — литературовед М. Н. Виролайнен (род. 1954).
Умер 4 января 2019 года.
Похоронен 8 января 2019 года на Старо-Петергофском кладбище.
В 2022 году в его честь была переименована областная библиотека в его родном посёлке Сандово.

## Преподавательская деятельность
- Филологический факультет СПбГУ: курс лекций «Русская литература конца XIX — начала XX в.», спецкурс «Творчество В. Набокова»; спецсеминар «Русскоязычное творчество В. Набокова»; руководство курсовыми и дипломными работами.
- Физический факультет СПбГУ: элективный курс «Русская литература».

## Журналистская деятельность
Авторские программы на радио («Дневник профессионального читателя», «Издано в Петербурге» и др.) и телевидении («Парадоксы истории», «Мистика судьбы», «Неизвестный Петергоф» и др.). Руководитель проекта научного переиздания журнала «Современные записки». Беседы и лекции Б. Аверина выложены в ютубе.

## Основные работы
- Жизненная драма В. С. Соловьёва // Книга о Владимире Соловьёве / Сост. Б. Аверин (совместно с Д. Базановой). М., 1991;
- Набоков и набоковиана // В. В. Набоков: Pro et contra. Сост. и ред. Б. Аверина (совместно с М. Маликовой, А. Долининым, Т. Смирновой). СПб., 1997;
- Гений тотального воспоминания. О прозе Набокова // Звезда. 1999. № 4;
- Набоков и Гершензон // Набоковский вестник. СПб., 1999.
- Жизнь Бунина и жизнь Арсеньева: Поэтика воспоминания // И. А. Бунин: Pro et contra: Личность и творчество Ивана Бунина в оценке русских и зарубежных мыслителей и исследователей. Антология / Сост. Б. Аверин (совместно с Д. Риникером и К. В. Степановым). СПб., 2001;
- Воспоминание у Набокова и Флоренского // В. В. Набоков: Pro et contra: Материалы и исследования в жизни и творчестве В. В. Набокова. Антология. Т. 2 / Составитель Б. Аверин. СПб., 2001;
- Дар Мнемозины: Романы Набокова в контексте русской автобиографической традиции. СПб., 2003.
- От Толстого до Набокова. Из истории русской литературы. — СПб.: Издательство имени Н. И. Новикова; Gallina Scripsit, 2014. — 392 с. — ISBN 978-5-87991-115-2.

## Список научных публикаций в 1999—2004 гг.
Монография
- Дар Мнемозины: (Романы Набокова в контексте русской автобиографической традиции). СПб., 2003.

Статьи
- Гений тотального воспоминания. О прозе Набокова // Звезда. 1999. № 4.
- Набоков и Гершензон // Набоковский вестник. СПб., 1999.
- «Палимпсест» Вячеслава Иванова: («Младенчество» и «Песни из лабиринта»)
- О некоторых законах чтения романа «Лолита» // Набоков В. В. Лолита.
- Наука расставанья // Набоков В. В. Машенька. Подвиг.
- Набоков и Лужин // Набоков В. В. Защита Лужина. СПб.
- Воспоминание как сюжет: Библия — Пушкин — XX век // После юбилея. Jerusalem, 2000.
- О некоторых законах чтения романа «Дар» // Набоков В. В. Дар.
- Тема воспоминания у Набокова и в русской религиозной философии // Revue des études slaves. Paris, 2000. V. 72. № 3-4.
- Жизнь Бунина и жизнь Арсеньева: Поэтика воспоминания // И. А. Бунин: Pro et contra. СПб., 2001.
- Воспоминание у Набокова и Флоренского // В. В. Набоков: Pro et contra. СПб., 2001.
- Гоголь и Набоков: (Комедия «Ревизор» в романе «Смотри на арлекинов!») // Гоголь как явление мировой литературы. М., 2003.
- Предисловие // Тэффи. Тонкие письма: Рассказы, воспоминания. — СПб., 2005

Комментарии
- И. А. Бунин: Pro et contra. СПб., 2001.
- Набоков В. В. Защита Лужина.
- Набоков В. В. Машенька. Подвиг. СПб.
- Набоков В. В. Посещение музея. СПб., 2004.

Научное редактирование
- И. А. Бунин: Pro et contra. СПб., 2001.
- В. В. Набоков: Pro et contra. СПб., 2001.